# Ampelophaga thomasi
Ampelophaga thomasi là một loài bướm đêm thuộc họ Sphingidae. Nó được miêu tả bởi Kitching và Cadiou năm 1998. Nó được tìm thấy ở Nepal.